# Walter Edward Foster

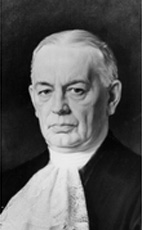
Walter Edward Foster

Hon. Walter Edward Foster, PC (* 9. April 1873 in St. Martins, New Brunswick; † 14. November 1947 in Saint John, New Brunswick) war ein kanadischer Rechtsanwalt und Politiker der Liberalen Partei Kanadas, der unter anderem zwischen 1917 und 1923 Premierminister von New Brunswick sowie 1925 im 12. kanadischen Kabinett kurzzeitig Staatssekretär für Kanada und Chef der Regierungskanzlei war. Später war er von 1928 bis zu seinem Tode 1947 Bundessenator für New Brunswick sowie von 1936 bis 1940 Sprecher des Senats.

## Leben

### Premier von New Brunswick und Staatssekretär für Kanada
Walter Edward Foster diente im New Brunswick Regiment, Canadian Artillery und schied 1903 als Hauptmann aus dem aktiven Militärdienst. Er war Mitarbeiter der Bank of New Brunswick in Saint John sowie zwischen 1908 und 1909 auch Präsident der dortigen Handelsbehörde. 1916 wurde er Vorsitzender der New Brunswick Liberal Association und war deren Spitzenkandidat bei den Wahlen am 24. Februar 1917, bei der die Partei 27 der 48 Sitze erhielt, während die bisher regierende Progressive Conservative Party of New Brunswick von Premier James Alexander Murray nor noch 21 Mandate erhielt und damit 23 Sitze verlor. Foster selbst wurde für die Liberal Association im Wahlkreis Victoria erstmals zum Mitglied der Legislativversammlung von New Brunswick gewählt und gehörte dieser bis zum 20. Januar 1920 an. Nach der Wahl wurde er am 4. April 1917 Nachfolger von Murray als Premierminister und bekleidete dieses Amt bis zum 1. Februar 1923, woraufhin sein Parteifreund Peter Veniot seine Nachfolge antrat. Bei den Wahlen am 21. Januar 1920 verteidigte die Liberal Association ihre Spitzenposition, erhielt aber nur noch 24 Mandate, während 13 Sitze auf die Progressive Conservative Party sowie elf Sitze auf sonstige Bewerber entfielen. Er selbst wurde bei dieser Wahl im Wahlkreis Saint John City wieder zum Mitglied der Legislativversammlung gewählt, der er bis zum 9. August 1925 angehörte. Am 1. Februar 1923 übergab er auch das Amt als Vorsitzender der Liberal Association an Peter Veniot.
Am 26. September 1925 übernahm Foster von Arthur Bliss Copp im 12. kanadischen Kabinett von Premierminister William Lyon Mackenzie King das Amt als Staatssekretär für Kanada und Chef der Regierungskanzlei. Allerdings scheiterte bei der Unterhauswahl am 29. Oktober 1925 seine Kandidatur im Wahlkreis St. John-Albert, wo er nur 9.348 Stimmen erhielt und damit den Einzug in das Unterhaus von Kanada verpasste. Da er somit kein Mandat im Parlament von Kanada hatte, musste er am 12. November 1925 wieder aus dem Kabinett ausscheiden und wurde von Charles Murphy als Staatssekretär für Kanada und Chef der Regierungskanzlei abgelöst. 

### Bundessenator und Sprecher des Senats
Am 6. Dezember 1928 wurde Walter Edward Foster für die Liberale Partei von Premierminister William Lyon Mackenzie King zum Bundessenator für New Brunswick ernannt und hatte dieses Amt bis zu seinem Tode am 14. November 1947 inne. In der 16. Legislaturperiode (1926 bis 1930) sowie in der 17. Legislaturperiode (1930 bis 1935) war er zunächst Mitglied verschiedener Ständiger Ausschüsse. In der 18. Legislaturperiode (1935 bis 1940) war er zeitweise Vorsitzender beziehungsweise Co-Vorsitzender der Gemeinsamen Parlamentsausschüsse für die Parlamentsbibliothek sowie für das Parlamentsrestaurant. Am 11. Januar 1936 löste er Pierre-Édouard Blondin als Sprecher des Senats ab und bekleidete das Amt des Präsidenten dieser Kammer bis zum 8. Mai 1940, woraufhin Georges Parent seine Nachfolge antrat. In der 19. Legislaturperiode (1940 bis 1945) sowie in der 20. Legislaturperiode (1944 bis zu seinem Tode 1947) gehörte er als Mitglied wiederum verschiedenen Ständigen Ausschüssen an.

## Weblink
- The Hon. Walter Edward Foster, P.C., Senator. Parlament von Kanada (englisch).